# Parc d'État de Bottomless Lakes
Le parc d'État de Bottomless Lakes est un parc d'État au Nouveau-Mexique, faisant partie des zones humides Artésiennes protégées de Roswell. Il comprend huit cénotes et onze lacs de 160 000 m2 à 1 500 m2 de surface et de 5,5 m à 27 m de profondeur. 

## Histoire
Le parc fut créé en 1933.

## Géographie
La superficie du parc est de 5,7 km2, à une élévation de 1 067 m. Il se trouve à 24 km au sud est de Roswell. 

## Faune et flore
Quatre espèces menacées peuvent être trouvées dans le parc: Cyprinodon pecosensis, Killi, Acris et Craugastor augusti.